# Gouy-Saint-André
Gouy-Saint-André (Aussprache [ɡwi sɛ̃.t‿ɑ̃ˈdʁe]) ist eine französische Gemeinde mit 661 Einwohnern (Stand 1. Januar 2022) im Département Pas-de-Calais in der Region Hauts-de-France (vor 2016 Nord-Pas-de-Calais). Sie gehört zum Arrondissement Montreuil und zum Gemeindeverband Les 7 Vallées. Die Einwohner werden Gouysons und Gouysonnes genannt.

## Lage
Die Gemeinde Gouy-Saint-André liegt im Westen des Artois, 20 Kilometer östlich der Küstenstadt Berck. Nachbargemeinden von Gouy-Saint-André sind Maresquel-Ecquemicourt im Nordosten, Aubin-Saint-Vaast im Osten, Mouriez und Tortefontaine im Süden, Douriez im Südwesten, Saint-Rémy-au-Bois im Westen sowie Campagne-lès-Hesdin im Nordwesten.

## Bevölkerungsentwicklung
| Jahr                       | 1962 | 1968 | 1975 | 1982 | 1990 | 1999 | 2006 | 2014 | 2022 |
| Einwohner                  | 624  | 604  | 627  | 633  | 598  | 611  | 602  | 639  | 661  |
| Quellen: Cassini und INSEE |      |      |      |      |      |      |      |      |      |

## Sehenswürdigkeiten
- Kirche Saint-Martin aus dem 16. Jahrhundert
- Abtei Saint-André-du-Bois
- Kapelle Notre-Dame-de-Lourdes
- Schloss

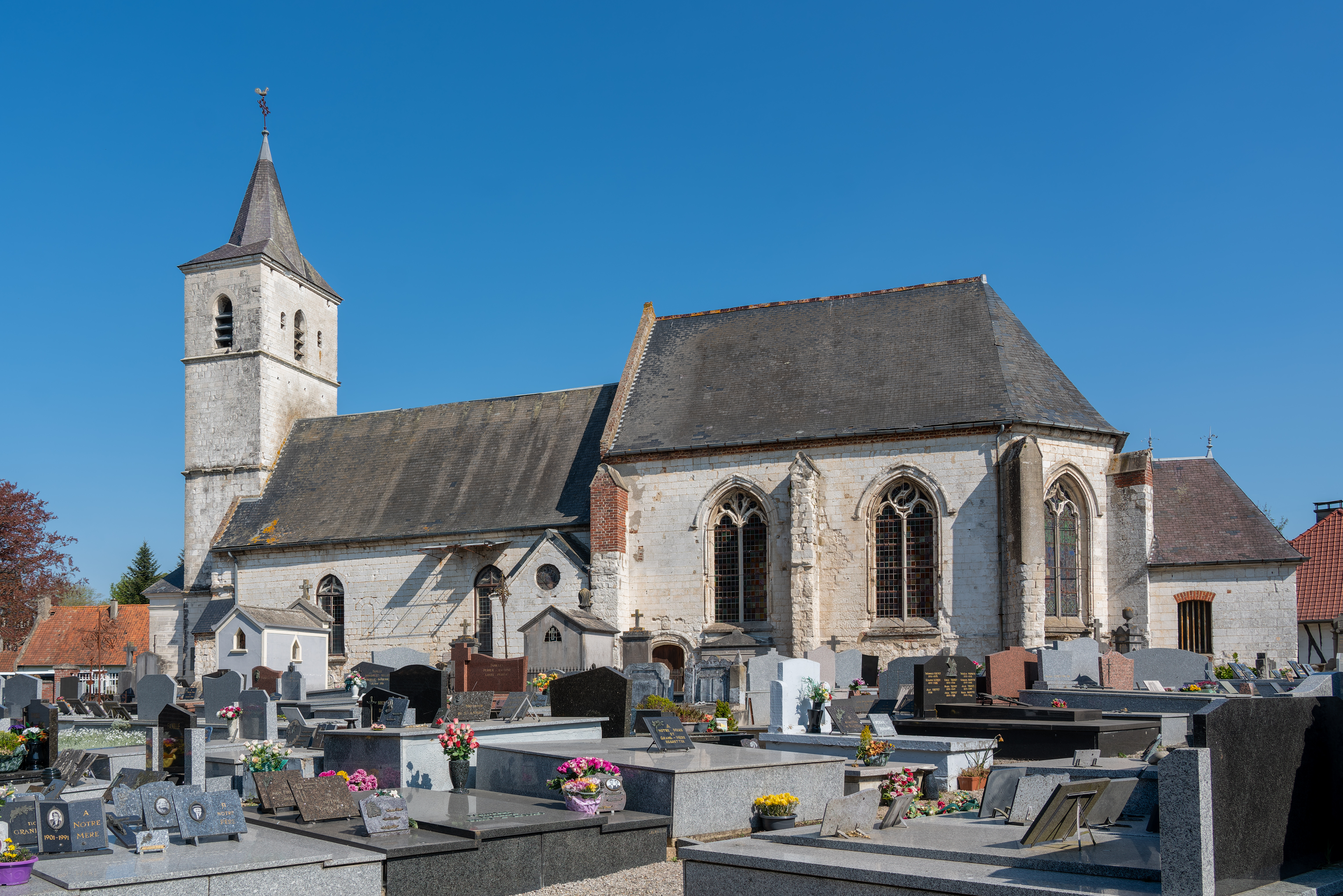
Kirche Saint-Martin
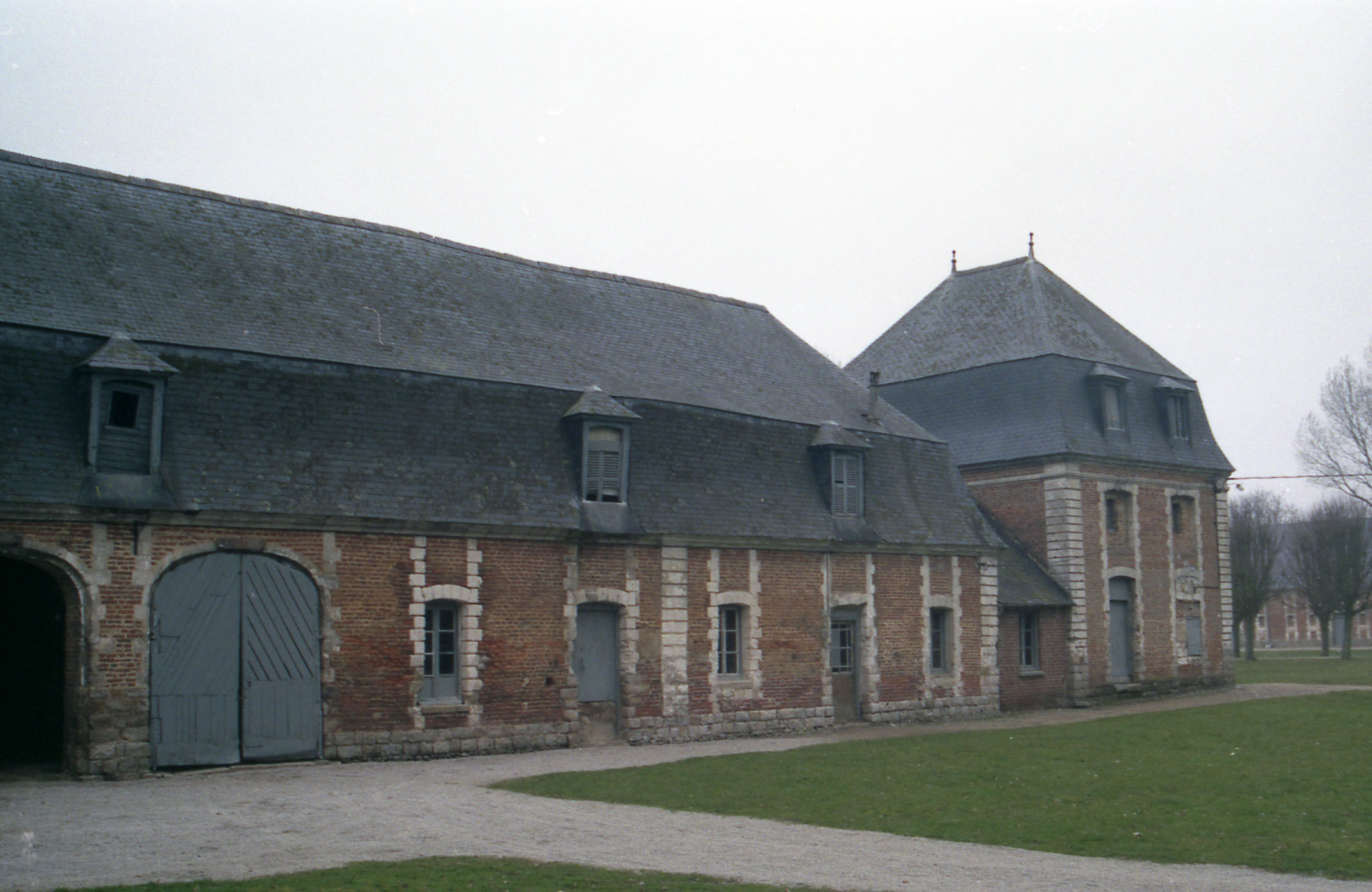
Abtei Saint-André-du-Bois
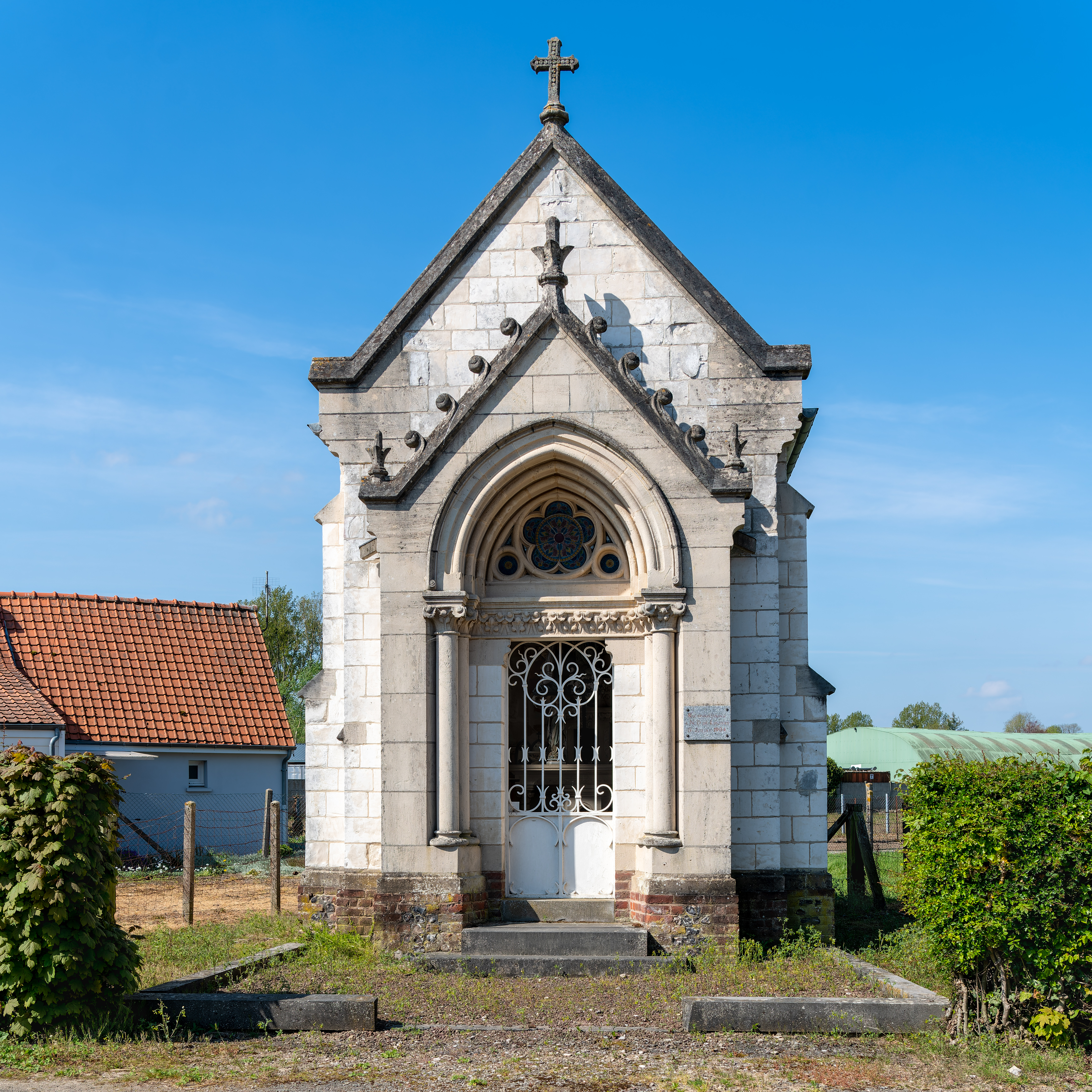
Kapelle Notre-Dame-de-Lourdes
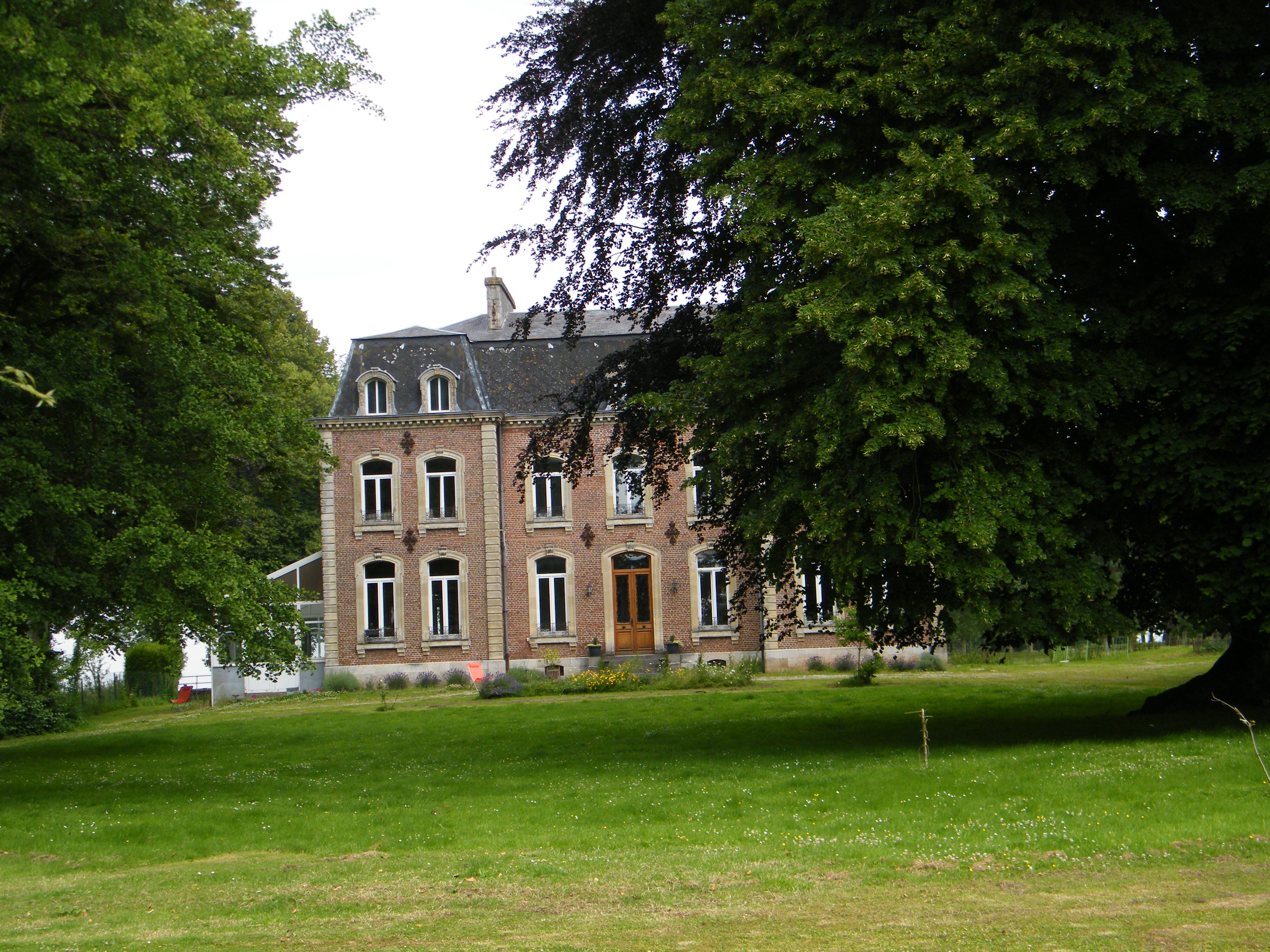
Schloss
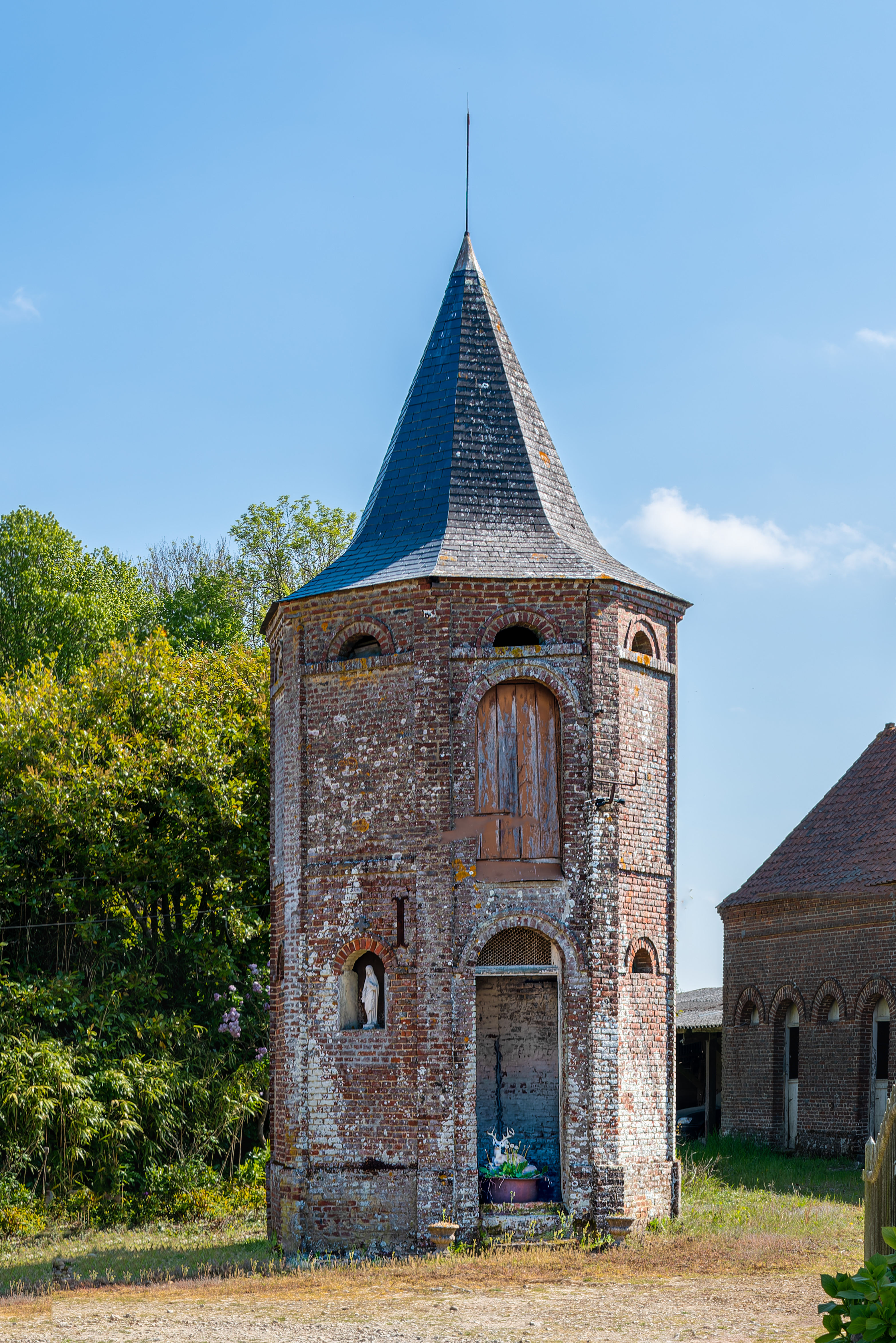
Taubenturm
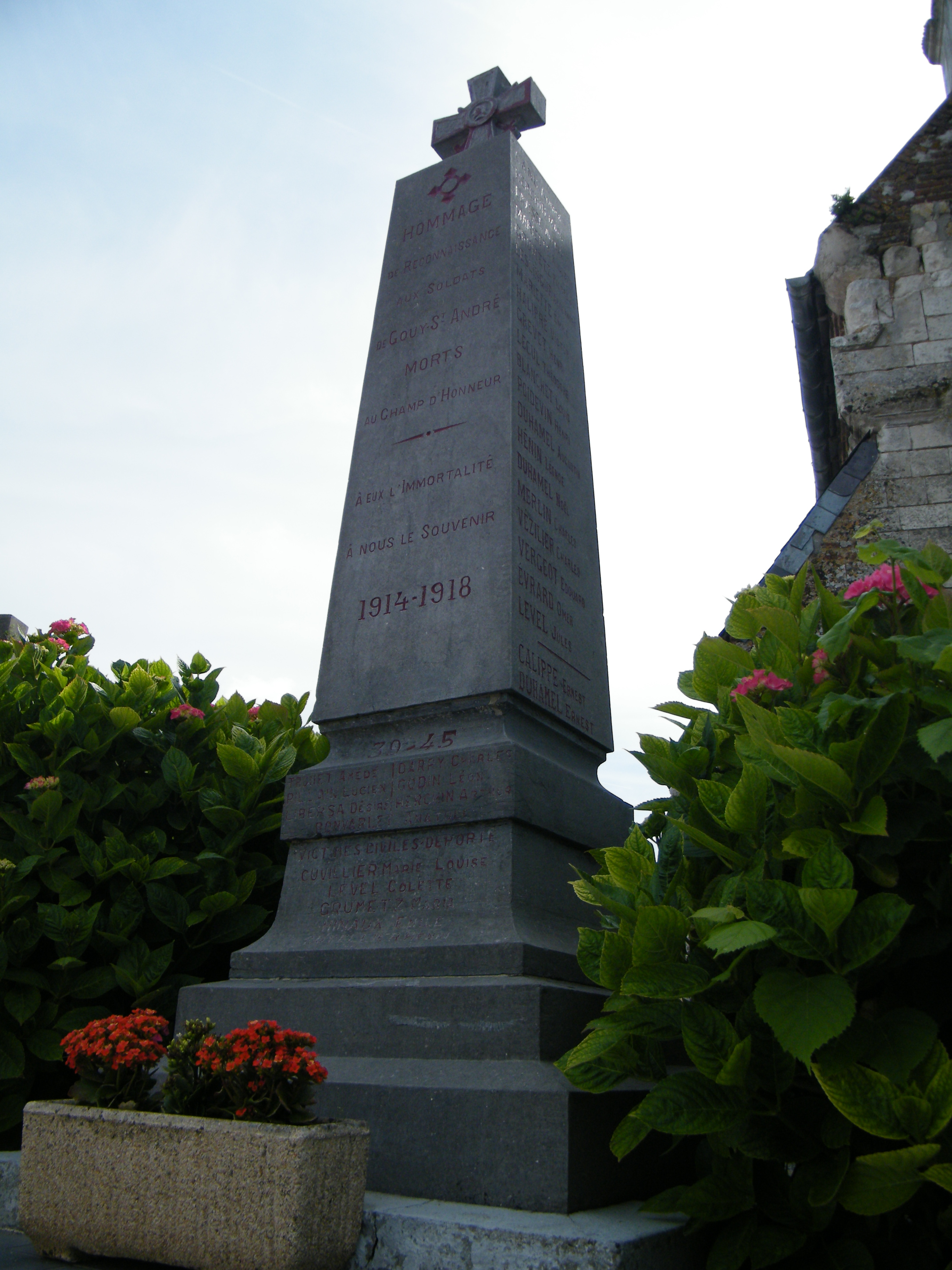
Gefallenendenkmal